# Autodafeh
Autodafeh, svenskt synthband som bildades 2007 i Kristianstad av Mika Rossi och Jesper Nilsson och Anders Olsson. 2015 anslöt Thomas Green till gruppen. 2020 valde Jesper att sluta, och 2021 anslött Sebastian Thyllsttöm. Bandet verkar inom musikstilen EBM (Electronic Body Music). Från 2007 och framåt har Autodafeh gjort sig kända genom att spela live i både Sverige och i andra delar av Europa, framförallt spelade de förband till Front 242s spelningar i Sverige i januari 2009 då man spelade i Göteborg och Malmö.

## Historik
2007 bildas Autodafeh av Mika Rossi (medlem i bandet Endless Shame) och Jesper Nilsson (som är gamla skolkompisar) på Endless Shames releaseparty). De började pratat om att bilda ett old-school EBM band. Mika snackade med Anders Olsson som också spelar i Endless Shame om han ville vara med, och han sa ja.
2008 på våren släpptes deras debut cd "Hunt for Glory" på den amerikanska labeln Sigsaly Transmissions, cd:n toppade den tyska alternativa listan DAC i fyra veckor och blev nr. 10 i deras årliga sammanställning.
2009 har bandet bl.a. spelat förband till Front 242 på deras Sverige turné, de har spelat i Tyskland, Italien, och Sverige. Under hösten spelade de i Polen och Frankrike. De har även släppt en EP som heter re:lectro där de hyllar 80-tals-eran av EBM. Spåret "Dark Sky" från re:lectro placerade sig som bäst som nr 2 på den tyska elektroniska web listan. CD 2 "Identity Unknown" är planerad för release under 2010.
2010 Släpper sitt andra album "Identity Unknown" De turnerar mycket i Europa och börjar inspelningen av sitt kommande 3:e album "Act Of Faith" och gör även remixer åt Leæther Strip, Agrezzior, Red Industrie med flera.
2011 Spelar tillsammans med Nitzer Ebb och Die Krupps på deras Machineries of Joy tour i Malmö, Göteborg och Berlin. De signar med det tyska skivbolaget Dark Dimensions och deras etikett Scanner för att släppa 3:e Albumet i Europa. För övriga världen är fortfarande Sigsaly Transmissions skivobolag. 16 september släpps "Act Of Faith" och går rakt in på både DAC och GEWC listan.

## Diskografi

### Album
- Hunt For Glory (2008)
- Identity Unknown (2010)
- Act Of Faith (2011)
- Blackout Scenario (2013)
- Digital Citizens (2015)
- The Vintage Collection (2018)

### Singlar och EP
- re:lectro (2009)